# Albert Brunies
Albert "Abbie" Brunies (19 de enero de 1900 en Nueva Orleans, Luisiana - † el 2 de octubre de 1978 en Biloxi, Mississippi) fue un trompetista y cornetista de jazz estadounidense y director de orquesta de los inicios del jazz de Nueva Orleans y miembro de una conocida familia de músicos de jazz.

## Vida
Sus hermanos Henry (trombonista), Merritt (corneta, trombón) y George Brunies (trombonista y director de banda) también fueron músicos de jazz, junto con sus padres, que también eran músicos, formaron una banda familiar de niños. Al igual que otros miembros de la familia, recibió clases de Papa Jack Laine y pronto encontró trabajo como músico, siguiendo el ejemplo de sus hermanos mayores Henry y Merritt. En su barrio también vivieron muchos músicos de jazz de Nueva Orleans conocidos posteriormente, la mayoría de ellos de origen europeo debido a la segregación racial de la época. A menudo eran alumnos de Papa Jack Laine. Hacia 1920 recibió una oferta del baterista Mike "Ragbaby" Stevens para venir a Chicago (donde tocaba con Tom Brown), pero la rechazó porque había suficiente trabajo en Nueva Orleans. 
Abbie Brunies tocó en Bucktown, West End y Milneburg, entre otros. Entre otros, tocó con el clarinetista Charlie Cordella, el baterista Emmett "Buck" Rogers (en realidad J. Emmett McCloskey), el pianista Mickey Marcour y el guitarrista Emile "Stalebread" Lacoume . Su banda con Marcour, Lacoume y Rogers se llamaba New Orleans Jazz Babies, como una banda de sus hermanos Merritt y Henry, que ya habían abandonado la ciudad y que Abbie Brunies quería seguir. Entre otras cosas, tocaron en Halfway House, una especie de bar a medio camino entre Nueva Orleans y el lago Pontchartrain, que fue inaugurado en 1915 por los hermanos Rabinsteiner y existió hasta 1930. Era un lugar de baile popular los fines de semana. Su banda, que pasó a ser conocida como Halfway House Orchestra, tocó allí hasta febrero de 1927. La banda estaba formada, entre otros, por Charlie Cordella, Mickey Marcour, Leon Rappolo, el banjo Bill Eastwood, el bajista Joe Loyacano (contrabajo, tuba, saxofón alto y trombón), el clarinetista Sidney Arodin y el baterista Leo Adde. El día 11 de enero de 1925 para Okeh Records, realizó giras de grabación a Nueva Orleans a partir de 1924, Pussy Cat Rag (una composición de Abbie Brunies, Cordella, Marcour) y Barataria (una composición de Adde, Eastwood). Jugaron Cordella, Marcour, Rappolo, Loyacano, Eastwood, Brunies y Adde.  El 25 de septiembre de 1925 grabaron Let Me Call You Sweetheart y Maple Leaf Rag para Columbia Records y el 13 de abril de 1926 grabaron I'm In Love, It Belongs to You y Since You're Gone, Snookum. Se realizaron más grabaciones para Columbia entre abril y octubre de 1927 y abril de 1928.
La orquesta actuó en otros salones de baile, como el Metairie Inn en Bucktown, pero no se hicieron llamar Halfway House Orchestra. Después de terminar sus compromisos en Half Way, hicieron una gira por Luisiana en 1928 y tuvieron un compromiso en un popular club de Nueva Orleans, además tocaron en un bar clandestino durante la Prohibición, New Silver Slipper en el invierno de 1928 y 1929 en Bourbon Street. Irving Fazola y Sidney Arodin también tocaron allí en ocasiones. El 17 de diciembre de 1928, la banda grabó Just Pretending y If I Didn't Have You para Columbia. Abbie Brunies tocó en Silver Slipper durante varios años. Con el inicio de la Gran Depresión en 1930, tuvo que reducir su orquesta y desde finales de la década de 1930 trabajó como obrero en un astillero en Nueva Orleans.
En 1945 se mudó a Biloxi, donde vivía su hermano Merritt. Tenía un pequeño restaurante donde cocinaba él mismo y era conocido por sus hamburguesas. Continuó tocando allí con sus hermanos en el Dixieland Revival y en 1957 grabó para Southland Records (fundada por el promotor de jazz Joe Mares, hermano de Paul Mares) con la Brunies Brothers Dixieland Jazz Band, compuesta por su hermano Merritt y el clarinetista Jules Gallé (nacido en 1903), colega de Merritt Brunies en la policía de Biloxi.
Se encuentra enterrado con otros miembros de la familia Brunies en el tradicional Lafayette, un cementerio de Nueva Orleans.
También tenía un primo baterista al que apodaron "Little Abbie" Brunies (1914-1955), también llamado Little Albert Brunies, en la familia Brunies.